# Rift
Rift (рус. Разлом) — компьютерная фэнтезийная массовая многопользовательская онлайн-игра, разработанная компанией Trion World Network. Релиз игры был запланирован на весну 2011, в США официально вышла 1 марта, а в европейском регионе — 3 марта (за исключением Великобритании, в которой релиз вышел 4 марта). 24 марта 2011 российская компания Belver объявила о подписании соглашения с Trion World Network о праве локализации игры в странах СНГ. В августе 2011 г. было зарегистрировано 1 млн игроков. 14 мая 2013 г. был анонсирован переход на free-to-play модель оплаты, которая вступила в силу с 12 июня 2013 года для американской и европейской версий игры. Для русской версии игры переход на модель free-to-play планировался на июль 2013 года. Однако он не состоялся. Русскоязычное сообщество игру по-прежнему покупает. С 25 октября 2013 русская версия игры больше не поддерживается компанией Belver. С 28 октября 2013 г. американский и европейские клиенты поддерживают русский язык, который можно выбрать в настройках.

## Геймплей

### Расы
В игре присутствуют 6 рас: Бахми «Bahmi», Эльфы «High Elves», Матошийцы «Mathosian» и другие, каждая из которых относится к одной из фракций: Хранители (Guardians) или Отступники (Defiants).
- Келари (Kelari)

Затерянные в непроходимых джунглях Келарских островов, эльфы-отступники метр за метром вытачивали свои огромные города из глухой известняковой породы, укрепляя каждое перекрытие благословениями могущественных духов. Они строили огромные храмы, чтобы тем благословениям не было конца, и чтобы не пресекся род детей благословенных — полубогов. Их города росли, и чем больше они становились — тем удивительнее выглядело сочетание духов и машин.
- Этхи (Eth)

Магическая технология Отступников основывается на реликвиях и древней мудрости Этхианской Империи. Эта давно умершая цивилизация первой обнаружила волшебные свойства камня-источника, поступающего сквозь первоначальные разломы. Будучи народом пустыни, Этхи давно привыкли полагаться только на себя и мастерски умели изменять окружающую среду в лучшую для себя сторону. С камнем-источником в качестве топлива Этхи процветали, постоянно раздвигая границы науки и магии.
Однако Этхи разрушили свою собственную империю, чтобы уберечь опасную технологию от Культов Дракона. Сегодняшние Этхи — движущая сила Отступников в поиске потерянных наук для защиты Тэлары.
- Бахми (Bahmi)

Бахми — любопытные, но отчужденные жители Разадских Каньонов. Их дальние предки, Шаластири, пришли в Телару во время Первой Войны Кровавых Штормов через разлом из Воздушного Измерения. Ведомые своим принцем Бахми, они показали себя незаменимыми воинами в битвах против драконьих богов.
- Матошийцы (Mathosian)

Вера, честь и долг — вот заповеди Матошийцев, правивших когда-то высокогорьями Севера. Они ценят силу и упорство, отдавая преданности первенство среди всех людских страстей. Именно эти черты помогли в своё время Матошии стать величайшей империей в истории Тэлары. К несчастью, все эти достоинства уравнялись недостатками, в конце концов повергшими мощнейшее государство в прах.
- Эльфы (High Elves)

Красивые, изящные и одухотворенные, Эльфы ведут свою историю из глубин Эпохи Легенд, когда бог Таврил со своими товарищами создавали мир Тэлары. Они являют собой старейший тэларский род.
Тысячу лет Эльфы правили большей частью Тэлары благодаря лесу, охватывавшему практически все просторы этого мира. Именно у этого народа возникла традиция жить на высоких стволах деревьев и только он может беспрепятственно падать с любой высоты безо всякого вреда. Будучи истинными смотрителями и защитниками лесов, Эльфы обладают незримыми связями со всеми живыми растениями, наполняющими Тэлару, что даёт им безграничные возможности в целительном ремесле.
- Гномы (Dwarves)

По легенде, бог-ремесленник Бахральт (Bahralt) выковал Тэлару, осмотрел свою работу и остался доволен. В его труде ему помогали духи созидания, и он наградил их даром жизни. Они очнулись с желанием строить и создавать, воплощать самые смелые мечты в осязаемые чудеса.

### Разломы
Рифты, они же Разломы, являются ключевой и уникальной особенностью MMO Rift и представляют собой трещины, через которые в мир попадает энергия других измерений. Эта энергия искажает и землю и существ, находящихся в зоне действия разлома. Разломы бывают нескольких типов: жизнь, смерть, воздух, огонь, вода и земля; и появляются всегда в разных местах, в разной последовательности и в разное время — то есть никто не может предсказать, когда и где следующий раз откроется рифт, и какой силы он будет. По мере появления монстров, которых нужно уничтожать, энергия его будет истощаться, и в конце концов он исчезнет, оставив при этом награду тем, кто принимал участие в его уничтожении. Кроме того, рифты делятся по сложности и направленности: бывают крафтовые, Pve и Pvp рифты, причем Pve делятся на обычные, большие, экспертные и рейдовые.

### PvP & PvE
Разработаны награды за исследование новых территорий и игрового мира. Мир Rift является бесшовным, однако в нём найдутся места и для любителей PvP (ПВП) и для любителей собрать PvE-рейд.
Список боевых зон (warfronts):
— Чёрный Сад(10+)
— Кодекс(20+)
— Белый Перевал(30+)
— Порт Наследников(50)
— Библиотека Древних Рун(10+)
— Завоевание (60)
— Картанский гребень (50+)
 Список инстансов по типам: 
| Стандарт                   | Эксперт                       | Мастер           | Рейд                             | Хроники              |
| -------------------------- | ----------------------------- | ---------------- | -------------------------------- | -------------------- |
| Королевство Фей            | Королевство Фей               | Сумрачные Пещеры | Темница Зеленокожа               | Темница Зеленокожа   |
| Железная Гробница          | Железная Гробница             | Восход Кадуцея   | Река Душ                         | Крепость Молотозвона |
| Сумрачные Пещеры           | Сумрачные Пещеры              |                  | Крепость Молотозвона             | Церемония Слияния    |
| Глубинные Копи             | Глубинные Копи                |                  | Пламенный Рассвет                | Река Душ             |
| Зловещий Водопад           | Зловещий Водопад              |                  | Затопленные Залы (10ppl)         |                      |
| Королевский Пролом         | Королевский Пролом            |                  | Возрождение Феникса (10ppl)      |                      |
| Рунная Расщелина           | Рунная Расщелина              |                  | Позолоченное Пророчество (10ppl) |                      |
| Подземелье Фонарного Утеса | Подземелье Фонарного Утеса    |                  | Первобытное пиршество (10ppl)    |                      |
| Обрыв Глубинных            | Обрыв Глубинных               |                  |                                  |                      |
| Чародейский Вулкан         | Чародейский Вулкан            |                  |                                  |                      |
| Восход Кадуцея             | Восход Кадуцея                |                  |                                  |                      |
|                            | Верхняя часть Восхода Кадуцея |                  |                                  |                      |

В игре присутствует LFG система. Она позволяет подобрать группу автоматически, в любой данж. Главное, чтобы вы подходили под требования инстанса.

### Система мгновенных приключений
С патчем 1.6.1 в игру ввели систему мгновенных приключений. С помощью неё игроки могут в любое время из любого места перенестись в самую гущу событий, выбрав соответствующую функцию в меню, которое расположено в левом нижнем углу экрана.

### Планарное слияние
Планарное слияние — система развития персонажа после достижения 50-го уровня. Это своеобразное дерево умений или планарных бонусов, доступ к которому открывается после прохождения соло-данжа «Хроники Слияния». С версии 1.11 каждый уровень планарного слияния дает 1 очко (а не 100 как прежде), а также каждое умение теперь стоит 1 очко (а не 75-600 как прежде). Всего 7 планарных веток: Земля, Огонь, Вода, Воздух, Жизнь, Смерть и Война(Pvp). В каждой ветке по 2 подветки, а в Войне всего одна. С патча 2.2 было увеличено количество подветок везде их стало по три, а в Войне две.

### Наставничество
Система наставничества позволяет проходить низкоуровневый контент без ущерба для очков опыта, планарного слияния и других наград. С помощью этой системы игроки могут на время понизить свой уровень для прохождения низкоуровневых локаций, данжей, быстрых рейдов и пр. При этом количество опыта и прочие награды будут соответствовать их настоящему уровню. Уровень можно понизить минимум на 5, максимум — до 10-го уровня.

### Крафт (создание вещей и экипировки)
В Rift существует несколько крафтерских профессий:
- Alchemy (фармацевт) — создание различных зелий для лечения и бафа персонажей
- Armorsmith (бронник) — создание пластинчатых (plate) и кольчужных (chain) доспехов
- Artificer (ювелир) — создание украшений, тотемов и прочих магических вещей
- Weaponsmith (оружейник) — создание оружия
- Outfitter (портной) — создает сумки, тряпичную (cloth) и кожаную (leather) броню
- Runecrafting(рунотворец) — создает руны, которые можно вставить в вещи и получить дополнительный бонус
- Survival (скаут) — создание различных блюд, палаток и пр.

Также существует несколько видов собирательства:
- Butchery (свежевание) — позволяет вам разделывать тушки мертвых животных
- Mining (горное дело) — добыча руды и драгоценных камней
- Foraging (травничество) — сбор растений, дерева и цветов
- Fishing (рыбалка) — ловля рыбы

## Сеттинг и сюжет
Вымышленная вселенная игры Rift существует между множеством различных измерений (жизнь, смерть, воздух, огонь, вода и земля). После нападения Кровавой Бури, явившаяся в мир Тэлары в виде драконов, некоторые из богов сплотились и стали защищать планету, назвавшись Демиургами. Один король матошийцев использовал машины и пробил барьер, через который в Тэлару проник Регулос. После изгнания дракона барьер ослаб и в нём стали появляться разломы (Рифты). Тех воинов, которые смогут уничтожить Разлом (Rift), ожидает награда. Также в игре доступны все основные функции RPG-крафтинга, аукцион, банки и квесты и многое другое.

### Фракции
Мир Тэлары разделен между двумя враждующими фракциями Guardians (Хранители), которые являются приверженцами богов и представляют собой рыцарей, несущих свет, и Defiant (Отступники), которые решили победить врага, основываясь исключительно на своем опыте и технологическом развитии, однако обе фракции пытаются защитить мир от одной и той же угрозы, и единственное различие между ними — это методы, которыми они пользуются.
Guardians (Хранители)
Фракция Хранителей непоколебимо верит, что Демиурги, которые уже давно не появлялись в мире Тэлары, не покинули их, а готовят своё войско для финальной битвы с повелителем плана смерти Регулосом и его помощниками. Высшее предназначение Хранителей — спасение мира Тэлары.
Хранители свято верят в своё предназначение, и считают своим долгом защиту всех нуждающихся, даже если нуждающиеся не хотят принимать этого дара. Кому-то может показаться, что в руках фракции сосредоточено слишком много власти, однако все это только ради защиты Тэлары от мирового зла. Основная задача любого Хранителя — защита мира от разломов и тварей, которые они порождают.
Судный день, в который верят Стражи, обещает падение мира Тэлары. Они возложили на себя священный долг не допустить падения мира, и восстановить Барьер, который положит конец разделению измерений. Клятва, которую дали Хранители, гласит, что они должны достичь своей цели любой ценой, даже путём полного уничтожения Отступников.
Defiants (Отступники)
Фракция Отступников, в отличие от своих противников Хранителей, не сильно думает о старых богах и о их выборе. Они являются по большей части практиками и реалистами. Очевидно, что после того как ситуация на Тэларе стала приобретать катастрофический характер, старые боги (Демиурги) исчезли в неизвестном направлении. И, таким образом, во всех бедах Тэлары Отступники винят только их.
Большая часть Отступников не разделяет надежду Хранителей на чудо, они делают своё дело, даже если ценой этого будет обвинение в ереси и других смертных грехах.
Также Отступники являются приверженцами технологического пути развития. По их мнению, совместное развитие технологии и магии, а где-то даже их сплетение, позволит получить невероятные возможности для развития как культуры, так и для производства оружия, которое поможет в борьбе с Регулосом и его приспешниками. Кредо Отступников: «Лучше напасть первыми, чем быть застигнутыми врасплох».
Огромное количество военных механизмов и машин, а также сильная магия, по мнению Отступников, — вот что нужно жителям Тэлары для уничтожения Кровавой Бури, а не мольбы о помощи и старые догмы о милосердии. Ликвидировав смертельную опасность, Отступники собираются возглавить новый мир, новую эпоху на Тэларе.
Они понимают, что методы, к которым они прибегают, порой бывают опасными для всего мира, но их диктует та ситуация, которая сложилась на Тэларе. Ведь если опасность реальна как никогда, и никто ничего не делает для того, чтобы её исправить, не будет ли правильным рискнуть? Ведь если мир падет, уже некого будет винить за неоправданный риск.

## Rift: Storm Legion
Rift: Storm Legion — первое полноценное дополнение к игре, выход которого состоялся 13 ноября 2012 года. В дополнении серьёзно расширен игровой мир — к уже существующему континенту добавились два новых. Уровень прокачки увеличился до шестидесятого, а в каждом архетипе появилась ещё одна новая душа. Кроме того, добавлено множество квестов, подземелья и рейды, новые PvP-режимы, персональные дома и многое другое.

## Особенности
- Большая часть игровых данных хранится не на клиенте, а на сервере (англ. server-based MMORPG), что позволило разработчикам вводить новый контент «на лету», попутно исключив необходимость в выкачивании игроками больших патчей.
- Игрок может развивать своему персонажу все классы. Развитие классов идёт независимо — активный класс выбирается в городах.
- Система подклассов функционирует за счет специальных карт (англ. subclass cards), получаемых с квестов или в трофеях с монстров. Подклассы также можно переключать.

## Рецензии
| Сводный рейтинг       | Сводный рейтинг      |
| Агрегатор             | Оценка               |
| --------------------- | -------------------- |
| GameRankings          | 85,20 %              |
| Metacritic            | 84 / 100 (59 обзора) |
| MobyRank              | 84 / 100             |
| Иноязычные издания    |                      |
| Издание               | Оценка               |
| AllGame               | [ 10 ]               |
| Eurogamer             | 8 / 10               |
| G4                    | 4 / 5                |
| GamePro               | [ 13 ]               |
| GameRevolution        | B                    |
| GameSpot              | 8,0 / 10             |
| GameSpy               | [ 16 ]               |
| GamesRadar+           | 8 / 10               |
| GameTrailers          | 8,2 / 10             |
| IGN                   | 8,5 / 10             |
| Русскоязычные издания |                      |
| Издание               | Оценка               |
| «Домашний ПК»         | [ 20 ]               |
| «Игромания»           | 8,0 / 10             |
| GameGuru              | 90 / 100             |

| Сводный рейтинг | Сводный рейтинг |
| Агрегатор       | Оценка          |
| --------------- | --------------- |
| GameRankings    | 79,83 %         |